# Nematogobius brachynemus
Nematogobius brachynemus es una especie de peces de la familia de los Gobiidae en el orden de los Perciformes.

## Morfología
Los machos pueden llegar a alcanzar los 5,7 cm de longitud total.

## Hábitat
Es un pez de Mar y, de clima tropical y demersal.

## Distribución geográfica
Se encuentra en el Atlántico oriental: desde el Senegal hasta el Congo y Annobon.

## Observaciones
Es inofensivo para los humanos. 